# Iouri Bachmet
Iouri Abramovitch Bachmet (en russe : Юрий Абрамович Башмет, transcription anglaise : Yuri Bashmet) est un célèbre altiste russe, né le 24 janvier 1953 à Rostov-sur-le-Don.

## Biographie
Passionné étant enfant par les Beatles et la guitare, il débute cependant par l'étude du violon à Lvov (Ukraine), avant d'y renoncer au profit de l'alto sur le conseil d'un ami.
En 1971, il étudie au Conservatoire Tchaïkovski de Moscou auprès de Vadim Borissovski (altiste du quatuor Beethoven) et de Fiodor Droujinine. Très vite, il participe aux concours internationaux, c'est ainsi qu'il obtient en 1975 le second prix au Concours international de Budapest (derrière Michael Kugel) et le premier prix en 1976 au Concours international de musique de l'ARD à Munich. Depuis, il poursuit une carrière de soliste international, jouant avec les plus prestigieux orchestres. 
En parallèle, Bachmet parcourt le monde à la tête de son propre orchestre de chambre (Les Solistes de Moscou) et se produit régulièrement en formation de chambre avec d'autres interprètes illustres (Argerich, Repin, Maisky, Rostropovitch, Mutter...).
Outre ses concerts, Bachmet enseigne aussi au Conservatoire de Moscou (où il devient en 1976 le plus jeune professeur jamais nommé) et à l'Académie Chigiana de Sienne.
Bachmet a inspiré de nombreux compositeurs contemporains russes à l'image d'Alfred Schnittke, Sofia Goubaïdoulina, Guia Kantcheli qui lui ont dédicacé de nouvelles œuvres pour alto.

## Discographie
- Hindemith Sonate Fa majeur Op.11 N°4; Britten Lachrymae pour alto et piano Op.48; Chostakovitch Sonate pour alto Op.147 avec Sviatoslav Richter (piano), enr. en 1985 (Allemagne), CD Mejdunarodnaïa Kniga, 1991 (MK 418015)

- Schnittke Concerto pour alto et orchestre, in CD Schnittke: Concerto grosso N°2 (Oleg Kagan, Natalia Goutman) et ce concerto pour alto et orchestre. Orchestre symphonique du Ministère de la Culture d'URSS; dir. Guennadi Rojdestvenski, enr. en 1986 et 1987, CD Melodiya, 1990 (SUCD 10-00068)
- Walton : Concerto pour alto avec le LSO dirigé par André Prévin. Bruch : double concerto avec Victor Tretyakov (violon) LSO dirigé par Neeme Järvi. Bruch : Romance pour Alto et Orchestre, Bruch : Kol Nidrei, SLO dirigé par Neeme Järvi (Disque RCA Victor Red Seal - Sony CIS 07296351)